# Marina és Szerhij Gyacsenko
 Marina és Szerhij Gyacsenko (ukránul: Марина та Сергій Дяченко) ukrán sci-fi, fantasy és meseíró házaspár.

## Életük
Marina Jurijivna Gyacsenko 1968. január 23-án született Kijevben, férje Szerhij Szerhijovics Gyacsenko 1945. április 14-én, ugyancsak Kijevben. Oroszul és ukránul egyaránt írtak.
Szerhij forgatókönyvíró szakon végzett 1980-ban. Marina a Kijevi Színházi Intézetben 1989-ben végzett színésznőként. 1993-ban házasodtak össze.
Szerhij Gyacsenko 2022. május 5-én hunyt el 77 éves korában.

## Munkásságuk
1994-ben jelenik meg első regényük a Привратник
- 1994 – Привратник
- 1996 – Ритуал
- 1996 – Шрам
- 1997 – Ведьмин век
- 1997 – Преемник
- 1997 – Скрут
- 1998 – Пещера
- 1999 – Армагед-дом
- 1999 – Казнь
- 1999 – Рубеж
- 2000 – Авантюрист
- 2001 – Долина Совести
- 2001 – Магам можно всё
- 2003 – Пандем
- 2004 – Варан
- 2005 – Ключ от королевства
- 2005 – Пентакль
- 2005 – Слово Оберона
- 2006 – Дикая Энергия. Лана
- 2006 – Алёна и Аспирин
- 2007 – Vita Nostra (magyarul: Alekszandra és a Teremtés növendékei (Metropolis Media, 2009)[2] ISBN 9789639828407
- 2008 – Медный король
- 2008 – У зла нет власти
- 2009 – Цифровой, или Brevis est
- [halott link] – Мигрант, или Brevi finietur (magyarul: Arszen és a játék hatalma (Metropolis Media, 2013) ISBN 9786155158322
- [halott link] – Одержимая
- [halott link] – Леон
- [halott link] – Стократ (regény és novellák)
- [halott link] – Темный мир. Равновесие

### Magyarul megjelent műveik
- Alekszandra és a teremtés növendékei; ford. Weisz Györgyi; Metropolis Media, Bp., 2009 (Metropolis könyvek)
- Arszen és a játék hatalma; ford. H. Fejérvári Margit; Metropolis Media, Bp., 2013
- Andrej és a Föld zarándokai; ford. Weisz Györgyi; Metropolis Media, Bp., 2014 (Galaktika Fantasztikus Könyvek)

## Díjaik
- 2001 Zvezdnij moszt-díj Звёздный мост
- 2002 Zvezdnij moszt-díj Звёздный мост
- 2002 Aelita-díj
- 2004 Arany Roscon-díj
- 2005 Arany Roscon-díj
- 2005 Zvezdnij moszt-díj Звёздный мост
- 2005 Eurocon-díj
- 2008 Arany Roscon-díj

## Fordítás
- Ez a szócikk részben vagy egészben  a(z)   Дяченко, Марина и Сергей című orosz Wikipédia-szócikk fordításán alapul.  Az eredeti cikk szerkesztőit annak laptörténete sorolja fel. Ez a jelzés csupán a megfogalmazás eredetét és a szerzői jogokat jelzi, nem szolgál a cikkben szereplő információk forrásmegjelöléseként.

## További információ
- Galgóczi Tamás könyvajánlója – Marina és Szergej Gyacsenko: Alekszandra és a teremtés növendékei (Ekultúra)